# Pardo suiço
O Pardo suiço ou Parda alpina é uma raça de gado doméstico originário da Suíça e distribuído por toda a região alpina.  Ele se enquadra no grupo de raças de gado "Pardo suiço da montanha".  O ''Pardo suiço'' era originalmente um animal de tripla finalidade, usado para produção de leite, carne e trabalho de tração ; o Braunvieh moderno é predominantemente uma raça leiteira.